# 陈栋生
陈栋生（1935年10月—2016年9月22日），湖北应城人，中国区域经济学家，中国社会科学院工业经济研究所研究员，中国社会科学院荣誉学部委员。1955年毕业于东北财经学院工业经济系。